# Курочка (яйце Фаберже)
Великоднє яйце «Курочка» (інша назва — «Перше імператорське великоднє яйце») — виготовлене ювелірною фірмою Фаберже в Петербурзі у 1885 році. Замовлене російським імператором Олександром III як великодній подарунок для дружини, імператриці Марії Федорівни. Започаткувало відому серію імператорських великодніх яєць, що виготовлялися Фаберже на замовлення російських імператорів з 1885 по 1917 рік.

## Дизайн
Яйце «Курочка» зовні лаконічне і невелике — 64 мм в довжину і 35 мм в діаметрі. Воно виготовлене із золота і вкрите білою матовою емаллю, яка імітує шкарлупу. Навколо яйця, де з'єднані його дві половинки, йде тонкий золотий ободок. Половинки яйця тримаються на трьох штикових замках і відчиняються при повороті.

Яйце «Курочка» у зачиненому вигляді

### Сюрприз
В яйці знаходиться «жовток» із матового золота. Всередині жовтка схована фігурка курочки, яка сидить в половинці жовтка із замшевою підкладкою і вигравіруваною по краях соломою, наче в гнізді. Оперення курочки виконане із різнокольорового золота, голова — із жовтого золота, гребінець і сережки — із червоного. Вся поверхня майстерно гравірована, на животику вигравірувані лапки із жовтого золота, очі виконані із рубінів. Корпус курочки може відчинятися на шарнірі, який захований в хвості.
Мініатюрна копія імператорської корони з діамантами і рубіновий підвіс, які містились всередині курочки, — загублені.